# Pacto de Antequera

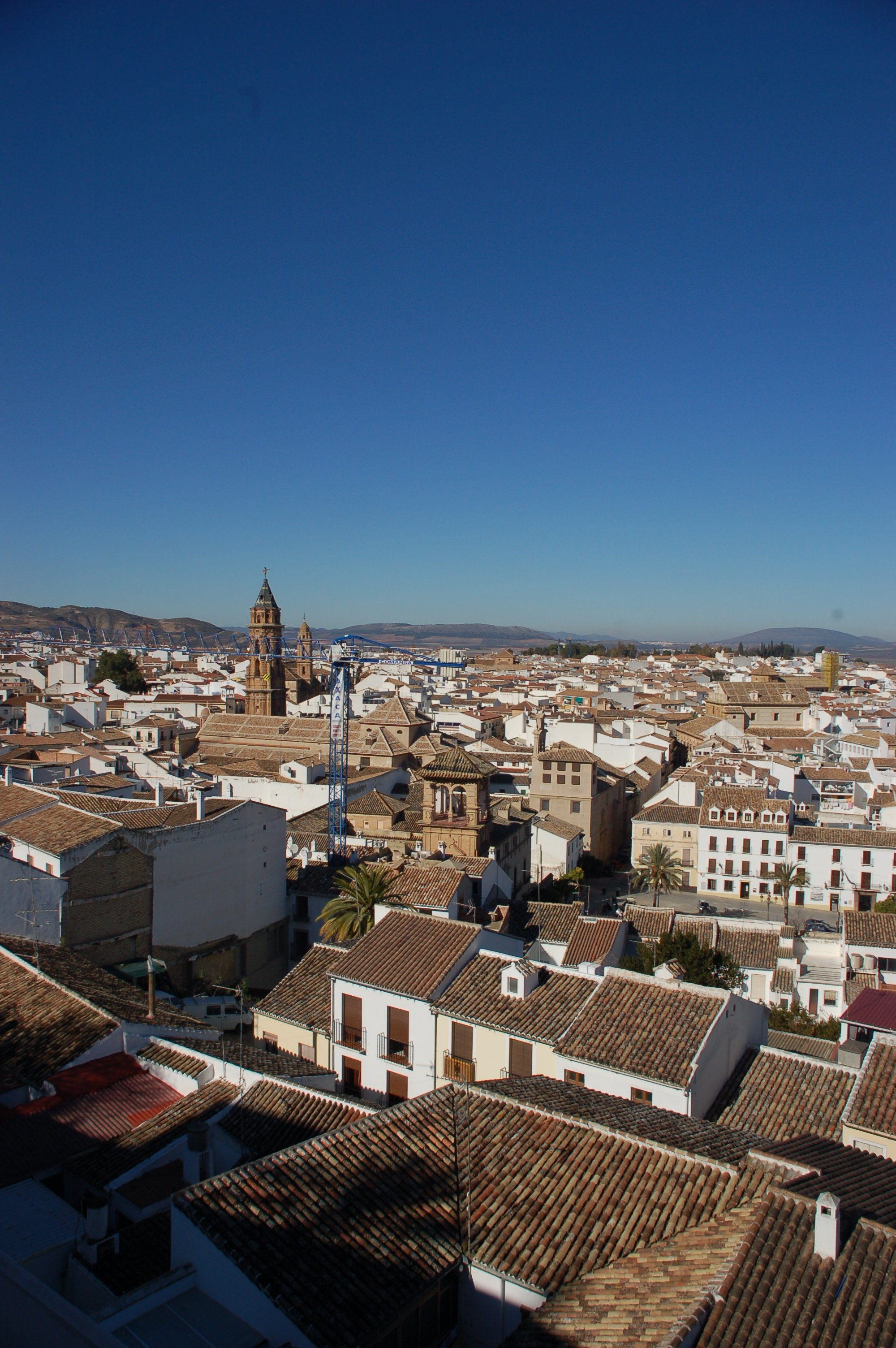
Vista de Antequera.

El Pacto de Antequera, conocido así por haberse firmado en la ciudad de Antequera, fue un acuerdo firmado el 4 de diciembre de 1978 entre los once partidos políticos implantados entonces en Andalucía, por el cual estos se comprometían a unirse para conseguir en el menor tiempo posible la autonomía de Andalucía. Se trató de un acuerdo sin ningún precedente en el resto de comunidades autónomas.
Surge como consecuencia de las manifestaciones del 4 de diciembre de 1977, en las que alrededor de millón y medio de andaluces salen a las capitales de provincia convocados por la Asamblea de Parlamentarios para demandar la autonomía. 
El Decreto-ley 11/1978 instituye la Junta de Andalucía, una junta preautonómica que persigue ser considerada «histórica» como sucede en el País Vasco, Galicia y Cataluña, logrando así el mismo nivel competencial. Sin embargo, dado que en 1936 no se llegó a celebrar referéndum programado debido al levantamiento militar de Franco, el Gobierno de UCD considera que Andalucía deberá seguir el camino del resto de regiones que quieren constituirse en comunidades autónomas, mediante el artículo 143 de la Constitución. Para alcanzar el mismo nivel de competencias que el País Vasco, Galicia o Cataluña, Andalucía habría de esperar al menos cinco años. Por todo ello, se propone la posibilidad de acceder a la autonomía de Andalucía mediante una vía alternativa contemplada en la Constitución, sin quedar «relegada a la segunda fila».
La iniciativa autonómica que propone el pacto es remitida a los distintos ayuntamientos democráticos de Andalucía que surgen de las elecciones locales de marzo de 1979, sin pasar antes por las diputaciones, encauzando así constitucionalmente el intento de conseguir la autonomía.
Firmaron el pacto el Partido Socialista Obrero Español (PSOE), Unión de Centro Democrático (UCD), Partido Comunista de España (PCE), Alianza Popular (AP), Partido Socialista de Andalucía (PSA), Partido del Trabajo de Andalucía (PTA), Democracia Cristiana Andaluza (DCA), Izquierda Democrática (ID), Reforma Social Española (RSE), Organización Revolucionaria de Trabajadores (ORT) y Acción Ciudadana Liberal (ACL).
Actualmente se expone el Pacto de Antequera en el Museo de la Ciudad de Antequera.